# رامالا گری
رامالا گری (انگلیسی: Romola Garai؛ زادهٔ ۶ اوت ۱۹۸۲) هنرپیشه ای است اهل بریتانیا. وی از سال ۲۰۰۰ میلادی تاکنون مشغول فعالیت بوده است.
از فیلم‌ها یا برنامه‌های تلویزیونی که وی در آن نقش داشته است می‌توان به منتقد، یک روز، لطف حیرت‌آور، اسکوپ، کفاره، آخرین روزها در مریخ، مرد دیگر، رقص کثیف ۲، ساعت، از درون می‌رقصم، یک زندگی و اِما اشاره کرد.
گری تا کنون دو بار برای دریافت جایزهٔ گلدن گلوب نامزد شده است.